# Голлівуд-Форевер (цвинтар)
Голлівуд-Форевер (англ. Hollywood Forever) — цвинтар у Голівуді, який розташований на бульварі Санта-Моніка. Цвинтар з'явився у 1899 році на 100 акрах Hollywood Memorial Park. На цвинтарі переважно поховані особи, що пов'язані з голівудською кіноіндустрією: актори, акторки, режисери, продюсери, сценатрісти, а також деякі члени їхніх родин. При цвинтарі працює крематорій, де зокрема було кремовано тіло відомого співака Джорджа Гаррісона, прах якого розвіяний над Гангом.

## Відомі особистості, які поховані на цвинтарі
- Рудольф Валентіно (1895—1926) — відомий американський кіноактор.
- Джанет Гейнор (1906—1984) — американська акторка.
- Джон Г'юстон (1906—1997) — американський кінорежисер, лауреат «Оскара».
- Бібі Данієлс (1901—1971) — американська акторка, співачка і продюсер.
- Джо Дассен (1938—1980) — французький співак і музикант американського походження.
- Мюррей Елпер (1904—1984) — американський актор.
- Агнес Ейрс (1898—1940) — американська акторка німого кіно.
- Девід Лінч (1946—2025) — американський кінорежисер, музикант, художник, актор, лауреат почесного «Оскара».
- Трейсі Майклз (1974—2008) — американський музикант, барабанщик глем/панк-гурту Peppermint Creeps.
- Фей Рей (1907—2004) — американська акторка, виконавиця ролі Енн Дерроу у фільмі «Кінг-Конг».
- Майла Нурмі (1921—2008) — культова кіноакторка фільмів жахів.
- Енн Севедж (1921—2008) — американська кіноакторка, популярна в 1940-х роках.
- Іма Сумак (1922—2008) — перуанська оперна співачка.
- Дуглас Фербенкс (1883—1939) — американський актор, зірка німого кіно.
- Віктор Флемінг (1889—1949) — американський кінорежисер, оператор, лауреат премії «Оскар».